# ФК Ивердон-Спорт
„Ивердон-Спорт“ ФК (на френски: Yverdon-Sport Football Club) е швейцарски футболен клуб от град Ивердон ле Бен, столицата на кантона Во.
Отборът играе на Градския стадион в Ивердон ле Бен, побиращ 6 500 зрители.
Клубните цветове са зелено и бяло.
Клубът е основан през 1897 година като „ФК Ивердон“.

## Успехи
- Суперлига:
  - 5-то място (1): 1999/2000
- Чалъндж лига (2-ро ниво):
  -  Шампион (2): 2004/05, 2022/23
- Суис Промосион лиг (3-то ниво):
  -  Шампион (1): 2020/21
- 1 лега (4-то ниво):
  -  Шампион (3): 1956, 1987, 2016/17 (група 1)
- Купа на Швейцария:
  -  Финалист (1): 2000/01

## Известни футболисти
- Джибрил Сисе - 2017/18